# トルコの国旗
トルコの国旗は、赤地に白の三日月と五芒星を配した旗。

## 概要
「新月旗」もしくは「月星章旗」（トルコ語: Ay Yıldız）と呼ばれる。元はタンジマートの改革により1844年に公式に定められたオスマン帝国の国旗（1844年-1923年）であり、ほぼ同じデザインである。1844年に公式国旗を採用されるまで、オスマン帝国には単一の国旗というものが存在しなかった。それまではオスマン帝国旗の他に、ルメリア旗やスルタン旗や戦争旗や海軍旗や市民旗など、用途別に様々な旗が用いられていた（それらは公式国旗制定後も使用され続けている）。故に「新月旗」もしくは「月星章旗」は複雑な起源を持つ。
現在この三日月と星の組み合わせはイスラム教のシンボルとされるがイスラム教が公式にシンボルとして採用したものではなく、小アジアではイスラム教の普及以前から使用されていたとされる。この三日月と星のシンボルは、その後のオスマン帝国の旧領土、イスラム教またはトルコに関連する国の国旗などで多く見られる。
この赤地の旗はトルコ革命でも重要なシンボルとなった。

構成図

## オスマン帝国国旗の変遷

?カイ・ハーン（Kayihan）汗国旗（c. 1326）
?オスマン帝国旗（1783）
?オスマン帝国旗（18世紀後半～19世紀中盤）
?オスマン帝国旗（1844–1923）
?オスマン帝国旗（1844–1923）
?トルコ共和国旗（1923–1935）

## オスマン・ルメリア旗

?オスマン・ルメリア旗

## オスマン海軍旗の変遷

?オスマン海軍大将（Admiral）旗（1453–1793）
?オスマン海軍旗（1453–1793）
?オスマン海軍旗（1793–1844）
?オスマン海軍旗（1844–1923）

## オスマン帝国戦争旗の変遷

?オスマン帝国戦争旗（c. 1500–1793）
?オスマン帝国戦争旗（1793–1923）
?バルカン戦争や第一次世界大戦などで使用されたオスマン帝国戦争旗（1912–1923）

## その他

?オスマン・スルタン帝国旗
?オスマン・スルタン海軍旗
?オスマン・カリフ「アブデュルメジト2世」帝国旗（1922-1924）
?オスマン帝国市民旗（1793–1923）
?オスマン・スルタン帝国商船旗（1453–1793）
?ユダヤ系人の旗（1453–1793）
?ロマとギリシャ系人の旗（1453–1793）
?アルバニア系人の旗（1453–1793）
?独立ハタイ（ハタイ共和国）の国旗

## 民族の旗

?共産ユーゴスラビア時代のトルコ系人の旗
イラクのトルコ系人の旗
ドイツのトルコ系人の旗

## 伝説
この国旗のデザインについては様々な伝説がある。
- 1389年のコソボの戦いで流されたおびただしい血の海に、三日月と水星が映って見えたとされ、それをスルタン・ムラト1世が国旗とした。
- オスマン1世の夢の中で彼の胸から出てきた三日月と星が拡大し、コンスタンティノープルの陥落の前兆を知らせた。
- 1453年コンスタンティノープルの陥落の夜にメフメト2世が三日月と星を夜空に見た。
- 最も信じられている説としては、トルコ革命の指導者、初代大統領ケマル・アタテュルクがトルコ革命での勝利の夜に戦場を歩いていて、サカルヤの岩山で流された血の海に、三日月と星が映って見えたとされる。
- またビザンティン帝国時代にさかのぼるという説もあり、三日月と星は古代ギリシャの都市ビュザンティオン（ビザンチウム、その後のコンスタンチノープル、イスタンブール）のシンボルとして使われており、それがオスマン帝国のシンボルとして採用されたとされる。三日月はギリシャ神話での狩猟の女神アルテミスのシンボルで、星は聖母マリアを表す。

## 他の国旗への影響
三日月と星はイスラム教の象徴であり、多くのイスラム教国の国旗に使われている。

アゼルバイジャンの国旗
アルジェリアの国旗
イランの国旗
ウズベキスタンの国旗
コモロの国旗
シンガポールの国旗
チュニジアの国旗
マレーシアの国旗
トルクメニスタンの国旗
パキスタンの国旗
ブルネイの国旗
モルディブの国旗
モーリタニアの国旗
西サハラの国旗
北キプロスの国旗
東トルキスタン共和国の旗